# 斯坎姆博斯冰川
斯坎姆博斯冰川（英語：Scambos Glacier）是一座位于南極洲的冰川，位於瑪麗伯德地，全長60公里，最終注入蘇茲貝格灣，由美國南極名稱諮詢委員會命名，現由南極條約體系管理。